# Ponitz
Ponitz är en kommun och ort i Landkreis Altenburger Land i förbundslandet Thüringen i Tyskland.
Kommunen ingår i förvaltningsområdet Gößnit tillsammans med kommunerna Gößnitz och Heyersdorf.